# Василівська церква (Конятин)
Василівська церква — дерев'яна церква, датована 1877 роком, знаходиться в селі Конятин, Путильський район, Чернівецька область.

## Архітектура
Церква знаходиться на правому березі річки Черемош, будівля чималих розмірів на кам'яному фундаменті. Тризрубна, триверха, з гранчастим вівтарем орієнтована до сходу. З півночі та півдня до нього прилягають ризниці. Нава восьмибічна в плані. Висота споруди – 25 м., ширина – 20 м. Церква є одним з кращих зразків церковної дерев’яної архітектури Правобережної України XVII-XVIII століть. У 1987 році під час ремонту будівлі її стіни скріпили металевими розтяжками. Дахи перекрили бляхою у 1990-х роках. Храм є пам’яткою архітектури загальнодержавного значення.   

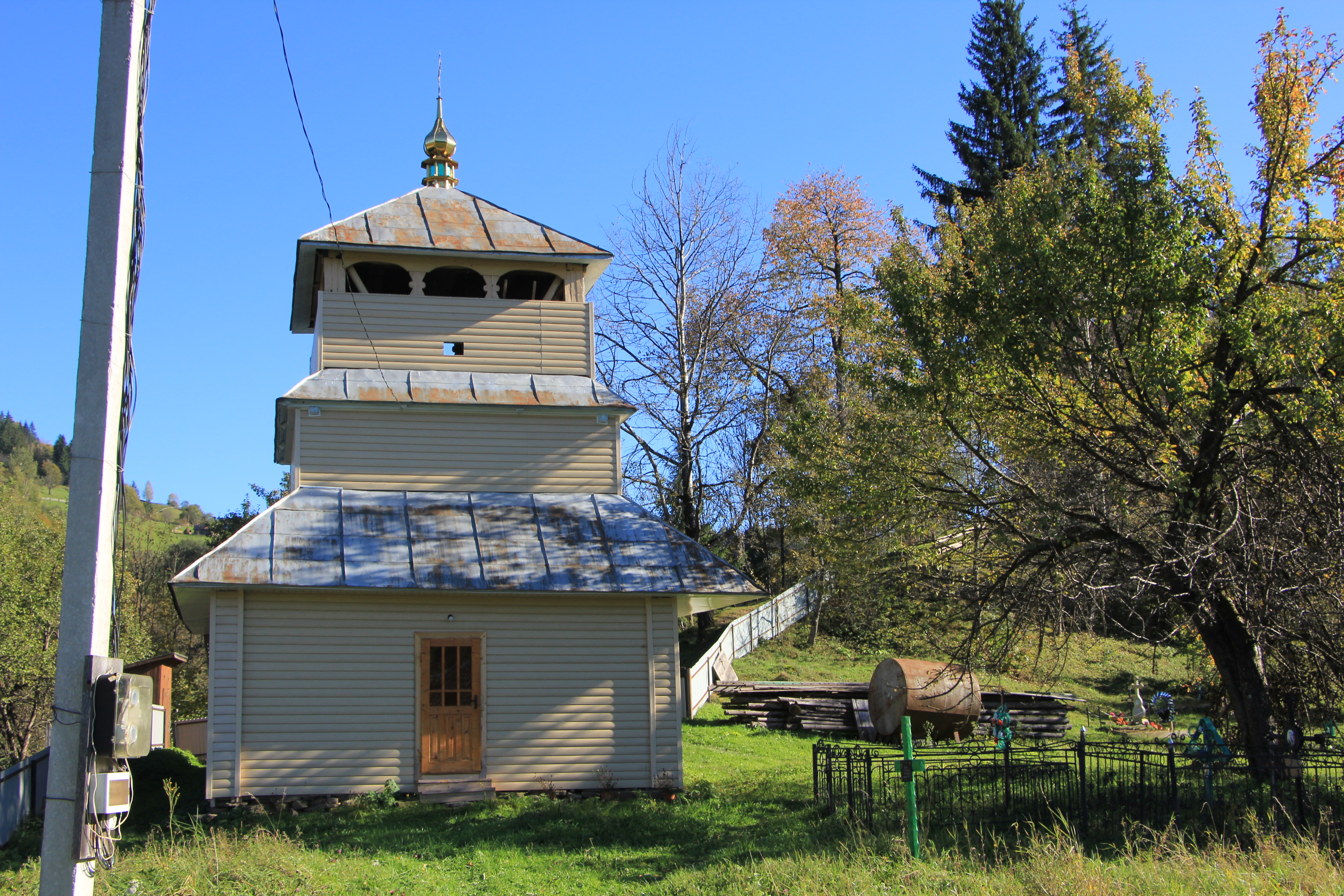
Дзвіниця
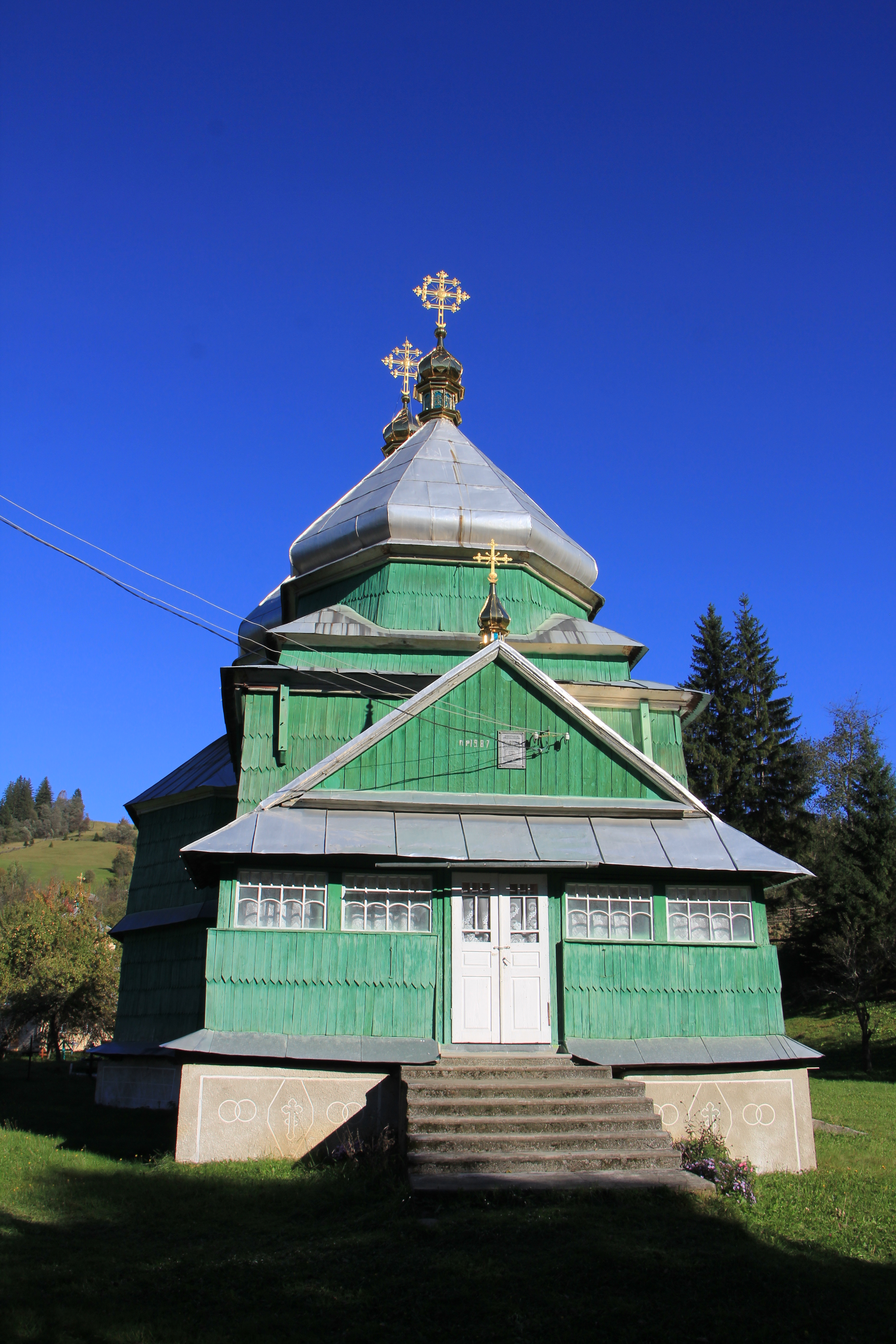